# Melecta separata
Melecta separata är en biart som beskrevs av Cresson 1879. Melecta separata ingår i släktet sorgbin, och familjen långtungebin.

## Underarter
Arten delas in i följande underarter:
- M. s. alfredi
- M. s. arizonica
- M. s. callura
- M. s. johnsoni
- M. s. mojavensis
- M. s. separata